# American Pop
Pour plus de détails, voir Fiche technique et Distribution.
American Pop est un film d'animation musical américain réalisé par Ralph Bakshi, sorti en 1981.
Le long métrage retrace l'histoire de quatre générations d'une famille russe juive de musiciens émigrés aux États-Unis, et dont les carrières coïncident avec l'histoire de la musique populaire américaine (en).

## Synopsis
Dans la Russie impériale de la fin des années 1890, le rabbin d'un village est assassiné par un groupe de cosaques : sa femme s'exile aux États-Unis avec son jeune fils, Zalmie. Peu après leur arrivée à New York, Zalmie est recruté par Louie, artiste dans un cabaret burlesque. Zalmie devenant adolescent, il passe davantage de temps avec Louie en coulisses lors des spectacles burlesques. Lorsque la mère de Zalmie meurt dans l'incendie d'un atelier de misère, il commence à travailler à plein temps avec Louie dans un petit théâtre. Et bien qu'il aspire à devenir chanteur, Zalmie entre dans la puberté, et la mue qu'opère sa voix devient un obstacle important. La Première Guerre mondiale éclate alors : Zalmie parcourt le globe, jouant pour les troupes la moitié arrière d'un cheval de pantomime (en), et est blessé à la gorge.
De retour à New York, Zalmie continue brièvement à se produire comme clown, et tombe amoureux d'une strip-teaseuse, Bella. Il jure de faire d'elle une chanteuse célèbre, et commence à fréquenter, pour cela, la mafia. Lorsque Bella tombe enceinte de Zalmie, ce dernier utilise de l'argent que lui a donné le parrain Nicky Palumbo pour payer leur mariage. Bella parvient à un succès modeste, mais elle est assassinée par un colis piégé destiné à Zalmie. Leur fils, Benny, qui est déjà un garçon introverti, concentre tous ses efforts pour devenir un grand pianiste de jazz. Benny épouse la fille de Palumbo à la demande de Zalmie, mais s'engage pour combattre dans la Seconde Guerre mondiale contre l'avis de son père, à la recherche d'une rédemption pour sa famille. Benny est assassiné en Allemagne nazi, alors qu'il s'arrête en plein combat pour jouer sur un piano abandonné avant d'être surpris par un soldat allemand : Benny interprète Lili Marleen, et le soldat nazi ferme les yeux de bonheur, mais lorsque le musicien s'arrête, le nazi marque un temps seulement pour remercier Benny avant de lui tirer dessus. La femme et le fils de Benny, lequel se prénomme Tony, vivent désormais dans une ville banlieusarde de Long Island, et Zalmie témoigne contre Palumbo à la télévision.
Adolescent, Tony vole la voiture de son beau-père, et roule pendant quatre semaines à travers les États-Unis : il arrive au Kansas, où il passe la journée à faire la plonge dans un diner, et la nuit avec une serveuse. En Californie, Tony prend un nouveau boulot de plongeur, mais s'en lasse vite et démissionne. Un sextuor de rock l'invite à leur écrire des chansons après l'avoir entendu jouer à l'harmonica sous leur fenêtre. Le groupe connaît le succès mais commence progressivement à se défaire à cause de l'addiction à l'héroïne de la chanteuse, Frankie Heart, et de Tony lui-même. Tony était devenu accro aux drogues à la suite de son hospitalisation après être tombé d'une scène, sous acide, à un des concerts de Frankie. Frankie épouse le batteur du groupe, Johnny Webb, mais ils divorcent deux semaines après, et Frankie entame une liaison avec Tony. Au Kansas, le groupe est prévu pour jouer après Jimi Hendrix, mais Frankie fait une overdose en coulisses, et Tony rencontre un garçon blond aux yeux bleus, Little Pete, dont Tony comprend qu'il est le père.
Tony et Pete déménagent à New York, où Tony deale de la drogue. Pete se fait un peu d'argent en jouant de la guitare acoustique, mais Tony récupère chaque pièce gagnée par son fils pour s'acheter de la drogue. Tony donne à Pete l'harmonica de son père Benny, puis prend la guitare de Pete pour la mettre au clou, demandant à Pete d'attendre sur un banc. Le matin suivant, un homme aborde Pete, lui donne un petit paquet de drogues à revendre : il lui dit que Tony lui a dit au revoir. Après des années passées à revendre de la drogue à des groupes de rock, Pete refuse de vendre un gramme de cocaïne de plus aux membres d'un groupe avant qu'ils n'écoutent sa musique. Son talent stupéfie à la fois le groupe et leur manager : ils acceptent de le recruter et de l'enregistrer sur-le-champ.

## Fiche technique
- Titre : American Pop
- Réalisation : Ralph Bakshi
- Scénario : Ronni Kern (en)
- Production : Maggie Abbott, Ralph Bakshi, Lynne Betner, Martin Ransohoff et Richard R. St. Johns
- Musique : Lee Holdridge
- Montage : David Ramirez
- Pays d'origine : États-Unis
- Format : Couleurs - 1,37:1 - Dolby
- Genre : Animation, drame, historique et film musical
- Durée : 96 minutes
- Dates de sortie :
  - États-Unis : 13 février 1981
  - France : 6 janvier 1982

## Distribution
- Ron Thompson (en) : Tony / Pete (voix)
- Mews Small : Frankie (voix)
- Jerry Holland : Louie (voix)
- Lisa Jane Persky : Bella (voix)
- Jeffrey Lippa (en) : Zalmie (voix)
- Roz Kelly (en) : Eva Tanguay (voix)
- Frank DeKova : Crisco (voix)
- Richard Singer : Benny (voix)
- Elsa Raven : Hannele (voix)
- Ben Frommer : Palumbo (voix)
- Richard Moll : Beat Poet (voix)
- Vincent Schiavelli : Propriétaire de théâtre (voix)
- Ralph Bakshi : Joueur de piano (voix)

## Bande originale
L'album de la BO du film a été commercialisé par Fantasy Records en vinyle, simultanément à la sortie du film en salles, mais n'a pas été réédité en CD par la suite. Selon le réalisateur Ralph Bakshi, ce choix s'explique par le coût en droits d'auteur qui, après la sortie du film, a augmenté considérablement : "La quantité de musique utilisée dans ce film était spectaculaire – ça aurait coûté des millions."
En outre, bien que le film en lui-même contienne une cinquantaine de chansons populaires, allant de 1930 à 1980, l'album présente seulement dix morceaux, dont neuf sont issus du troisième acte du film (qui couvre de la fin des années 1950 au milieu des années 1970).

### Face A
1. Pat Benatar - Hell is for Children
2. Big Brother and the Holding Company - Summertime
3. The Mamas & the Papas - California Dreamin'
4. Peter, Paul and Mary - This Train
5. Marcy Levy - Somebody to Love

### Face B
1. The Jimi Hendrix Experience - Purple Haze
2. The Dave Brubeck Quartet - Take Five
3. Sam Cooke - You Send Me
4. Fabian - Turn Me Loose
5. The Doors - People Are Strange